# Cervieras
Cerviéras o Cervèira [saʁˈvɛjro] (article francès) (en francès Cervières) és un municipi francès situat al departament dels Alts Alps i a la regió de Provença – Alps – Costa Blava.

## Demografia
| 1836                                       | 1962 | 1968 | 1975 | 1982 | 1990 | 1999 | 2006 | 2014 |
| ------------------------------------------ | ---- | ---- | ---- | ---- | ---- | ---- | ---- | ---- |
| 918                                        | 71   | 111  | 96   | 105  | 120  | 129  | 131  | 183  |
| Des de 1962: població sense dobles comptes |      |      |      |      |      |      |      |      |

## Administració
| Període   | Identitat           | Partit |
| --------- | ------------------- | ------ |
| 2001-2008 | Nadine Chastel      |        |
| 2008-2014 | Thierry Ducurtil    |        |
| 2014-     | Jean-Franck Vioujas |        |